# Blindenware

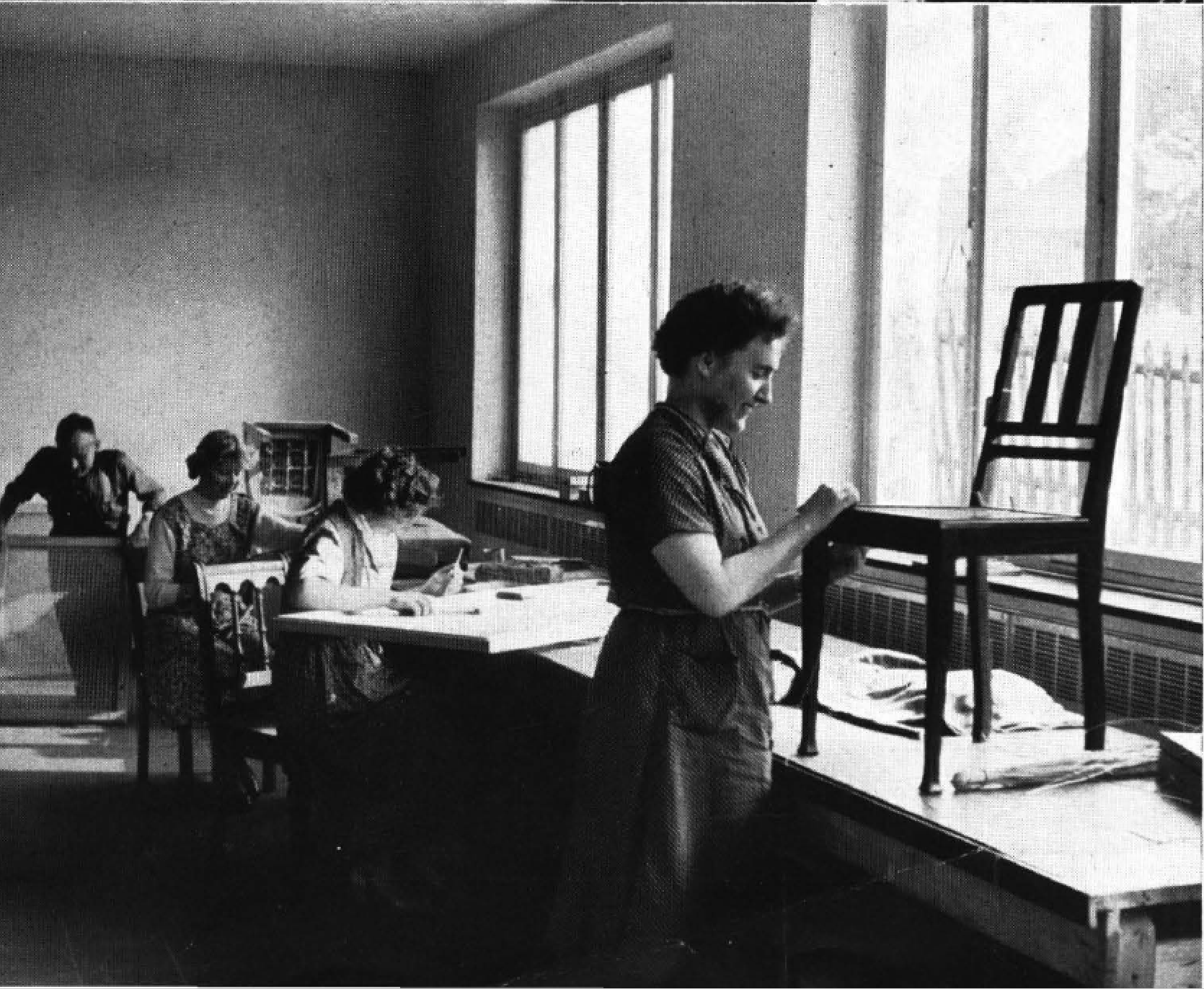
Werkstatt mit Flechtarbeiten (1956)

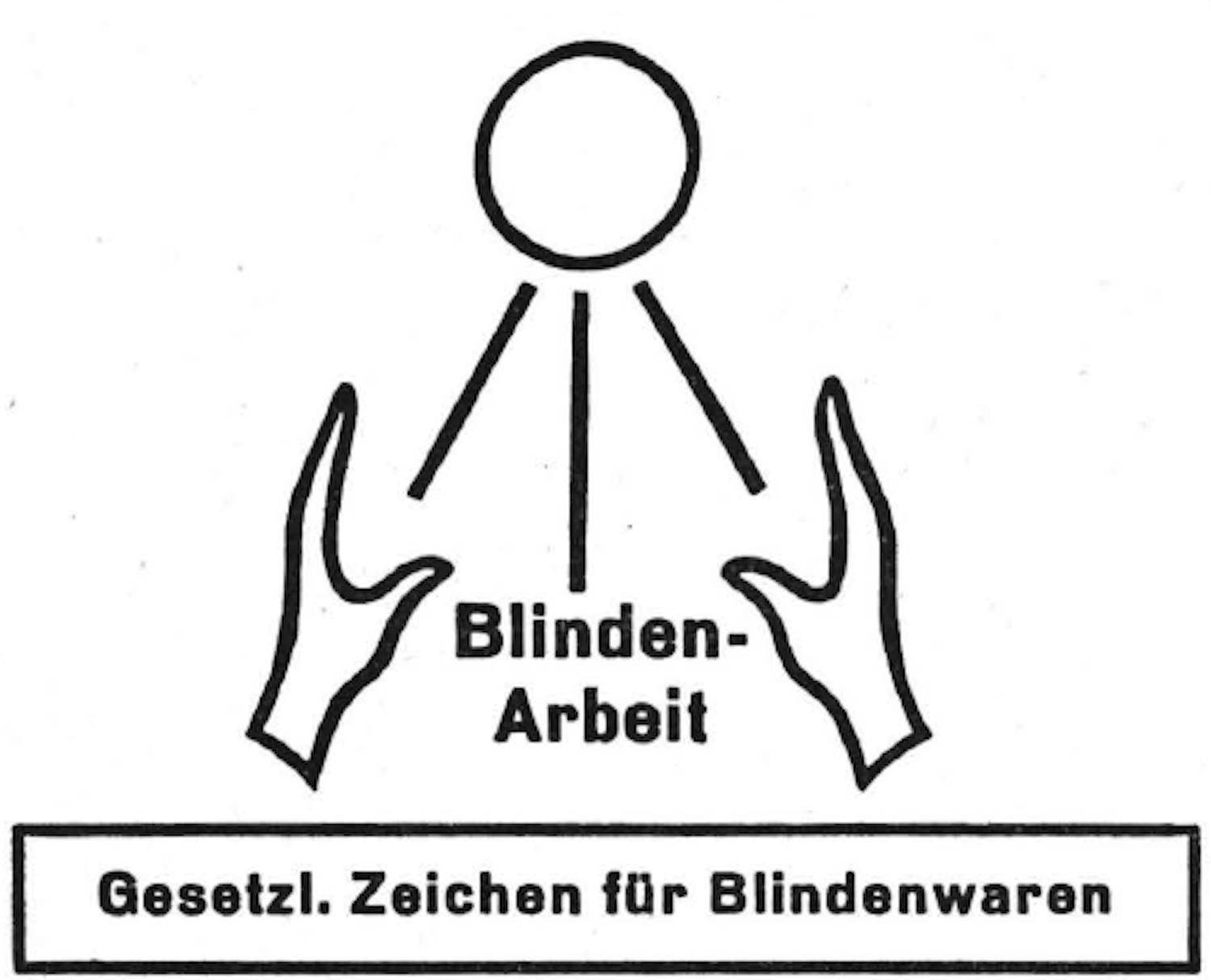
Gesetzliches Zeichen für Blindenwaren (1956)

Blindenware ist nach deutschem Recht eine nach den Vorgaben des Blindenwarenvertriebsgesetzes (BliwaG) hergestellte Ware, die im Wesentlichen von blinden Menschen hergestellt wurde. Zu den Blindenwaren gehörten Bürsten, Wäscheklammern und kunstgewerbliche Waren. Die Ware durfte nur unter Hinweis auf ihre Eigenschaft als Blindenware vertrieben werden, wenn sie offiziell gekennzeichnet war. Die Kennzeichnung musste von einer staatlich anerkannten Blindenwerkstätte bzw. einem Zusammenschluss von Blindenwerkstätten stammen (§ 3 BliwaG).
Das BliwaG wurde 2007 durch das Zweite Gesetz zum Abbau bürokratischer Hemmnisse insbesondere in der mittelständischen Wirtschaft (MEG II) aufgehoben.

## Definition und rechtliche Bestimmung
Nach § 2 BliwaG waren Blindenwaren im Sinne des Gesetzes „Waren, die in ihren wesentlichen, das Erzeugnis bestimmenden Arbeiten von Blinden hergestellt und ihrer Art nach durch Rechtsverordnung bestimmt sind.“ Das Gesetz bestimmte auch Einschränkungen für die „Zusatzwaren“, die zusammen mit der Blindenware vertrieben werden durften. Weiterhin enthält der § 2 eine Definition, welche Personen als „Blinde“ im Sinne des Gesetzes gelten.
Die Rechtsverordnung wurde durch das Bundesministerium für Wirtschaft und Technologie im Einvernehmen mit dem Bundesministerium für Arbeit und Soziales erlassen. Einer Zustimmung des Bundesrates bedurfte es nicht (§ 9 BliwaG). In der 1965 erfolgten Verordnung (Durchführungsverordnung zum BliwaG) werden als Blindenwaren aufgezählt:
1. überwiegend handgefertigte Bürsten und Besen,
2. Korbflechtwaren sowie Rahmen- und Stuhlflechtarbeiten,
3. Doppel-, Rippen-, Gitter- und Gliedermatten,
4. mit Rahmen oder Handwebstühlen und mechanischen Webstühlen hergestellte Webwaren,
5. Strick-, Knüpf- und Häkelwaren (auch durch Strickmaschinen hergestellt),
6. kunstgewerbliche Waren aus Keramik, Leder, Holz, Metall und Kunststoff,
7. Federwäscheklammern,
8. Arbeitsschürzen aus verschiedenen Materialien.

## Blindenwerkstätte
Als Blindenwerkstätte konnten Betriebe durch eine zuständige Landesbehörde staatlich anerkannt werden. In den Betrieben durfte ausschließlich Blindenware hergestellt werden und in ihnen durften nicht blinde Personen nur mit „Hilfs- oder Nebenarbeiten“ beschäftigt werden (§ 5 BliwaG). Die Anerkennung setzte weiterhin eine gewisse „Zuverlässigkeit“ der Inhaber bzw. der Leiter des Betriebs voraus. Vor Anerkennung sollten Verbände blinder Menschen, Handwerkskammern etc. gehört werden. Die zuständigen Behörden konnten die Situation in den Betrieben überprüfen und auch eine Überprüfung vor Ort erzwingen (§ 7 BliwaG).
Staatlich anerkannte Blindenwerkstätten haben mit der Aufhebung des BliwaG 2007 ihre Anerkennung nicht verloren. So gelten sie beispielsweise weiterhin in Bezug auf die bevorzugte Vergabe von Aufträgen nach der Vergabe- und Vertragsordnung für Leistungen Teil A (VOL/A) einer Werkstatt für behinderte Menschen gleichgestellt.